# Lithonia
Lithonia is een plaats (city) in de Amerikaanse staat Georgia, en valt bestuurlijk gezien onder DeKalb County.

## Demografie
Bij de volkstelling in 2000 werd het aantal inwoners vastgesteld op 2187.
In 2006 is het aantal inwoners door het United States Census Bureau geschat op 2335, een stijging van 148 (6,8%).

## Geografie
Volgens het United States Census Bureau beslaat de plaats een oppervlakte van
2,0 km², geheel bestaande uit land.

## Plaatsen in de nabije omgeving
De onderstaande figuur toont nabijgelegen plaatsen in een straal van 16 km rond Lithonia.

## Geboren
- Laughing Charley Lincoln (1900-1963), blueszanger en -gitarist